# De apotheose van Cosimo I
De apotheose van Cosimo I is een fresco in de Salone dei Cinquecento van het Palazzo Vecchio in Florence.

## Achtergrond
Het Palazzo Vecchio, oorspronkelijk Palazzo dei Priori, werd eind 13e eeuw gebouwd aan het Piazza della Signoria. In 1495 werd het uitgebreid met onder andere de Salone dei Cinquecento (Zaal van de Vijfhonderd), een grote zaal van 54 bij 23 meter. 

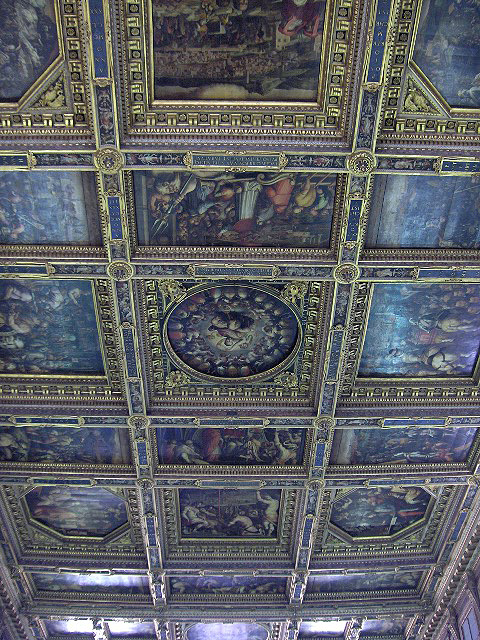
Het plafond met de panelen van Vasari

In 1540 werd het Palazzo het hertogelijk paleis, toen Cosimo I de' Medici er zijn hof vestigde. Hij gaf schilder en architect Giorgio Vasari opdracht de Zaal van de Vijfhonderd te vergroten, zodat hij het kon gebruiken als ontvangstzaal. Vasari werkte aan het project van 1555 tot 1572, hij verhoogde het plafond met 7 meter (tot 18 meter) en kleedde het aan met 39 panelen met fresco's, omlijst met verguld houtsnijwerk. De fresco's tonen de geschiedenis van Florence en allegorieën van het leven van Cosimo I. Centraal punt in het plafond is Vasari's schilderij van De apotheose van Cosimo I, dat in 1565 gereedkwam.

## Symboliek
De schildering verbeeldt de verheffing tot god (apotheose) van Cosimo I de' Medici. Het geeft als het ware een doorkijkje naar de hemel, waar Cosimo I is afgebeeld in de wolken te midden van een kring van putti. Zij worden omlijst door een rand van wapenschilden. Achter de groothertog is de godin Victoria zichtbaar, die hem als het ware kroont met een lauwerkrans, symbool voor de overwinning. 
Twee putti zitten half verstopt achter Cosimo, zij tonen voorwerpen die de hoge positie van Cosimo benadrukken, De putto rechts van hem toont het kruis van de Heilige en Militaire Orde van Sint-Stefanus Paus en Martelaar, waarvan hij grootmeester was, en de keten van de Orde van het Gulden Vlies. De linker toont een kroon en scepter. De fresco's rond dit centrale schilderij tonen voorstellingen die te maken hebben met de onderwerping aan Cosimo.

## Trivia
De voorstelling speelt een rol in Dan Browns boek Inferno (2013), waarin Robert Langdon een link legt met De apotheose van Washington.